# Elizabeth Ludlow
Elizabeth Faith Ludlow (5 giugno 1989) è un'attrice statunitense.

## Carriera
Di origini ispaniche, Elizabeth nasce negli Stati Uniti, dove trascorre tutta l'infanzia. Esordisce sul piccolo schermo nel 2013, in una puntata della serie televisiva The Vampire Diaries. Seguono poi altre partecipazioni a serie come Resurrection, Powers e Satisfaction.
Sul grande schermo, prende parte alla commedia del 2015 Mr. Right con protagonista Columbus Short. Nel 2016 inizia a farsi notare al pubblico partecipando alla serie cult The Walking Dead, in cui interpreta il ruolo ricorrente di Arat, braccio destro del temibile Negan. Nel 2017 invece è dapprima nel film Tavolo n.19, al fianco di Anna Kendrick e Lisa Kudrow, poi in Guardiani della Galassia Vol. 2. Nel 2019 farà parte del cast di Godzilla: King of the Monsters di Michael Dougherty. Sempre nello stesso anno sarà inoltre nella serie fantascientifica firmata Netflix Another Life.

## Filmografia

### Cinema
- Bound, regia di Sabyn Mayfield - cortometraggio (2014)
- Mr.Right, regia di Roger Melvin (2015)
- Max Steel, regia di Stewart Hendler (2016)
- Tavolo n.19 (Table 19, regia di Jeffrey Blitz (2017)
- Guardiani della Galassia Vol. 2 (Guardians of the Galaxy Vol. 2), regia di James Gunn (2017)
- One Last Thing, regia di Tim Rouhana (2018)
- Godzilla II - King of the Monsters (Godzilla: King of the Monsters), regia di Michael Dougherty (2019)

### Televisione
- The Vampire Diaries — serie TV, 1 episodio (2013)
- Castle Ridge — serie TV, 1 episodio (2014)
- Resurrection – serie TV, 1 episodio (2014)
- Hindsight— serie TV, 1 episodio (2015)
- Powers — serie TV, 1 episodio (2015)
- Satisfaction — serie TV, 6 episodi (2015)
- Halt and Catch Fire — serie TV, 1 episodio (2016)
- The Walking Dead – serie TV, 11 episodi (2016-2018)
- The Resident – serie TV, 1 episodio (2018)
- Another Life — serie TV, (2019-2021)

## Doppiatrici italiane
- Lilli Manzini in Table 19
- Joy Saltarelli in Godzilla II - King of the Monsters